# Agua de Lourdes

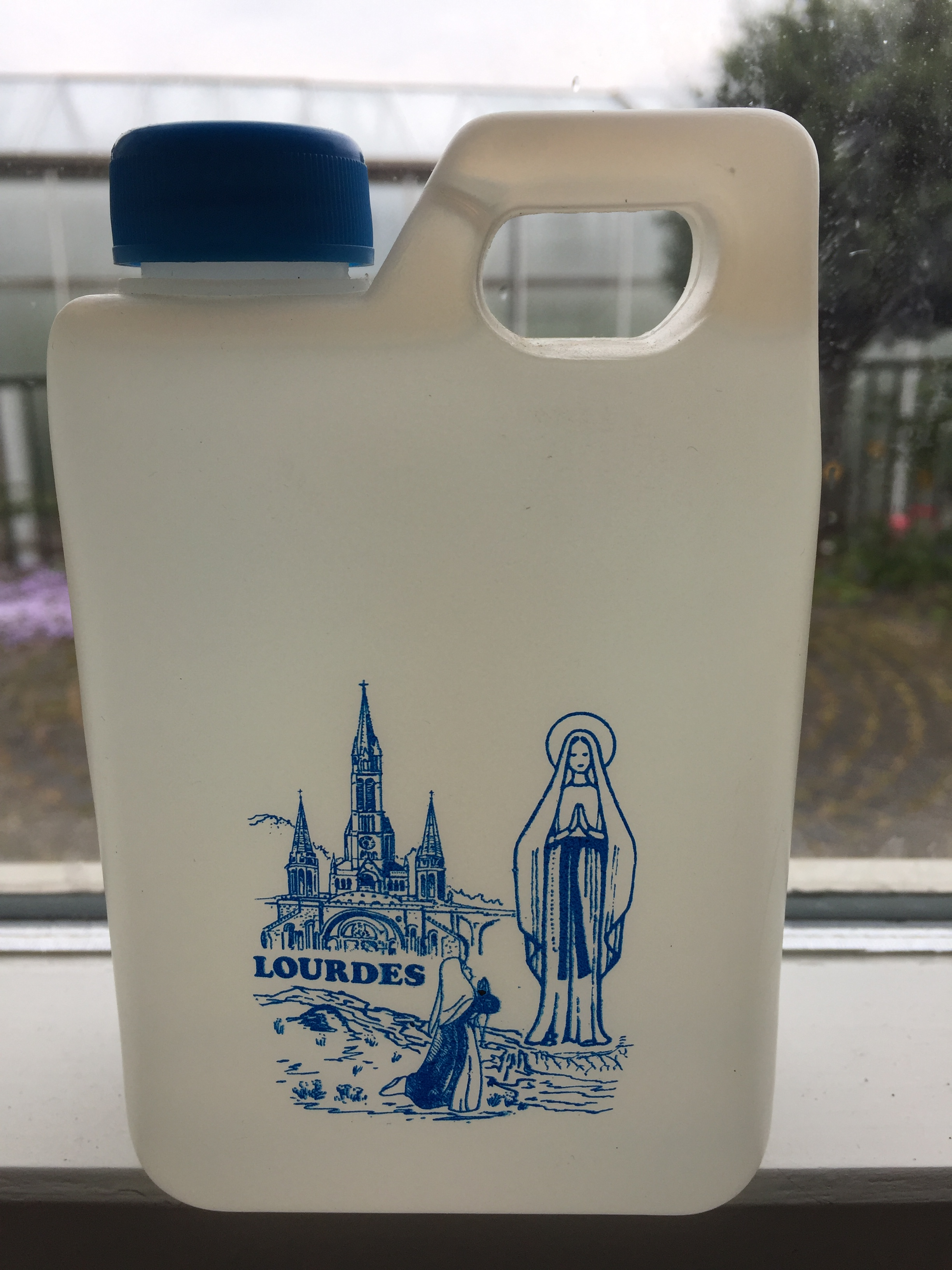
Agua de Lourdes.

El agua de Lourdes es agua que fluye de un manantial en la Gruta de Massabielle, en la ciudad de Lourdes, en Francia. La fuente fue descubierta por Bernadette Soubirous durante las apariciones de Lourdes, el 25 de febrero de 1858, siguiendo las indicaciones que recibió de su visión.
Aunque el agua de Lourdes nunca fue promovida por la Iglesia católica, es objeto de devoción por los peregrinos. Desde las supuestas apariciones, muchas personas han afirmado haberse curado bebiendo o bañándose en ella, y las autoridades de Lourdes lo facilitan gratuitamente a quien lo solicite. Dichas afirmaciones han sido descritas como ejemplos del efecto placebo.

## Origen
El agua de Lourdes proviene de una fuente natural ubicada en la gruta de Massabielle en Lourdes, en Francia. La fuente fue descubierta por Bernadette Soubirous en 1858 durante las apariciones de Lourdes, en presencia de unas trescientas personas.
El 25 de febrero de 1858 durante la novena aparición, según el testimonio de Bernadette, la Señora de la aparición le instruyó que fuera a beber y lavarse en la fuente. Inicialmente, Bernadette pensó que debía ir al río del Gave, pero la Virgen le mostró que debía excavar en el suelo de la gruta. Al hacerlo, solo encontró un poco de agua fangosa. En el cuarto intento logró beber. El día siguiente, había en ese mismo lugar una fuente de agua en la que habitantes empezaron a venir a tomar agua.

## Análisis químico
Anselme Lacadé encargó un análisis del agua en 1858. Fue realizado por un profesor en Toulouse, quien determinó que el agua era potable y que contenía lo siguiente: oxígeno, nitrógeno, ácido carbónico, carbonatos de cal y magnesia, trazas de carbonato de hierro, un carbonato o silicato alcalino, cloruros de potasio y sodio, trazas de sulfatos de potasio y sosa, trazas de amoniaco y trazas de yodo.
Esencialmente, el agua es bastante pura e inerte. Lacadé había esperado que el agua de Lourdes tuviera propiedades minerales especiales que le permitieran convertir Lourdes en un balneario, para competir con las vecinas Cauterets y Bagnères-de-Bigorre.

## Baños

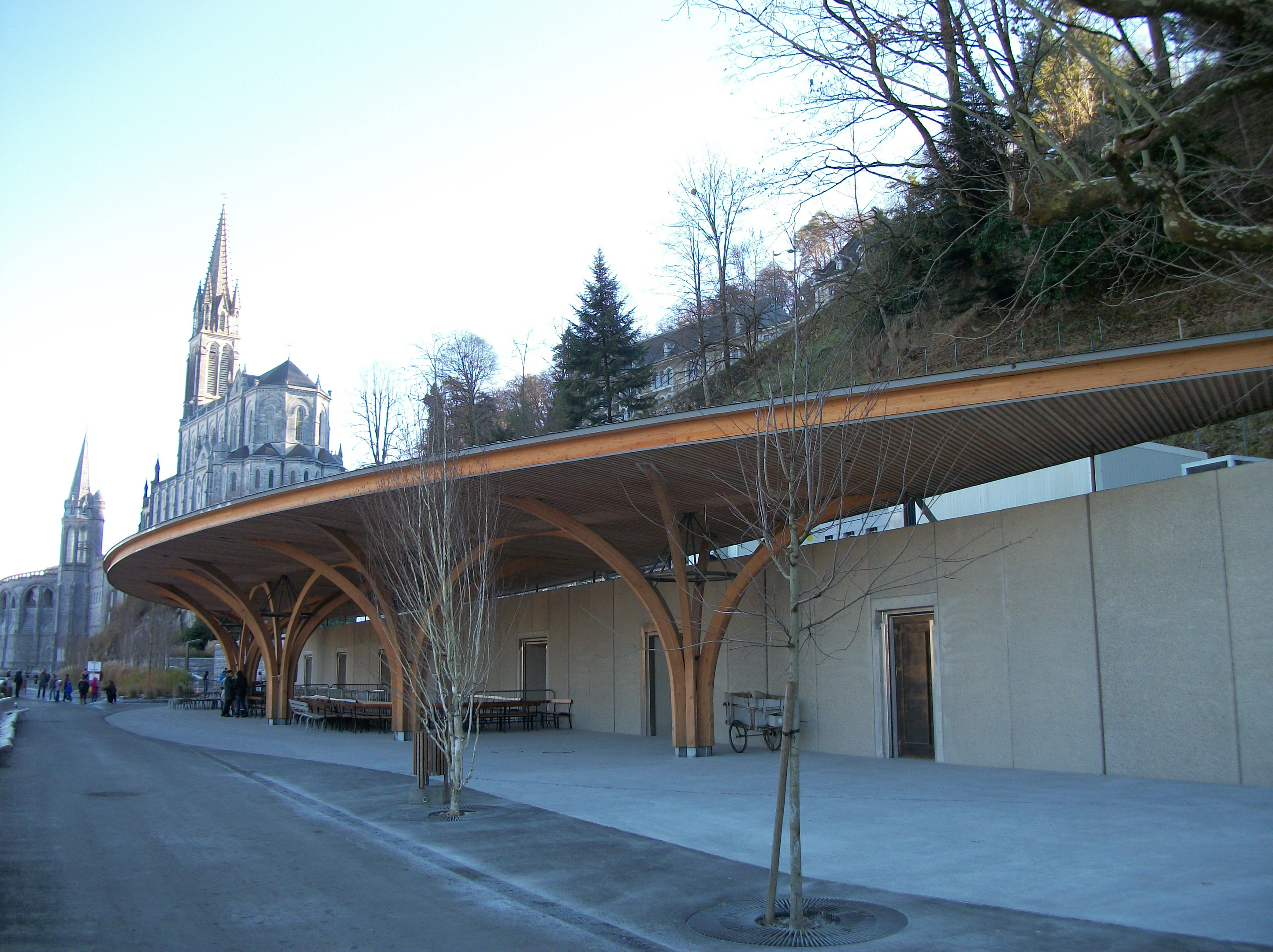
Entrada de los baños de Lourdes.

Las primitivas instalaciones de baño improvisadas fueron construidas en la década de 1850 por constructores locales. Hasta 1880 solo había dos piscinas, que se llenaban con una bomba manual. En 1880 se construyó una casa de baños de madera con catorce piscinas (" piscines ").
El autor francés Émile Zola visitó el Santuario de Lourdes en 1891 y nuevamente en 1892, y escribió sobre las insalubres condiciones de las piscinas:
Y el agua no era precisamente atractiva. Los Padres de la Gruta temían que la salida del manantial fuera insuficiente, por lo que en esos días hacían cambiar el agua de las piscinas solo dos veces al día. Como cientos de pacientes pasaron por la misma agua, se puede imaginar el horrible bache que fue al final. Había de todo en él: hilos de sangre, piel desprendida, costras, trozos de tela y vendas, una abominable sopa de males ... el milagro fue que alguien saliera vivo de este lodo humano.
Durante la peregrinación jubilar de 1897 a Lourdes, el sacerdote François Picard tuvo sed después de un largo día. En lugar de beber agua fresca, le pidió a un asistente que le llenara el vaso de una piscina, muy contaminada por los peregrinos enfermos que habían estado sumergidos en ella. "Cuando el padre hubo recibido [el agua], hizo la señal de la cruz y bebió lentamente, hasta el final. Luego, devolvió el vaso y concluyó con una sonrisa: "El agua de la buena Madre del Cielo siempre es deliciosa".
El siguiente conjunto de piscines se completó en 1891 y se embaldosó con el azul de la Virgen. Este edificio estaba ubicado cerca de donde están ahora los grifos de agua y se puede ver en fotografías antiguas del Dominio.
Los baños actuales se construyeron en 1955 y se mejoraron en 1972 y 1980. Hay diecisiete cubículos de baño separados, once para mujeres y seis para hombres. Cada año, unas 350.000 personas utilizan los baños.
El agua no se calienta y suele estar fría; la temperatura ronda las 12 °C (54 °F). La inmersión dura alrededor de un minuto, durante el cual se recitan oraciones y se fomenta la veneración de una estatua cercana de la Virgen. Los peregrinos sanos son ayudados por uno o dos asistentes voluntarios, pero los peregrinos inmóviles a veces requieren mucha más ayuda física. El agua de cada baño se rellena y actualiza constantemente mediante una bomba. Ahora circula y se purifica constantemente mediante irradiación.

## Tiempos modernos

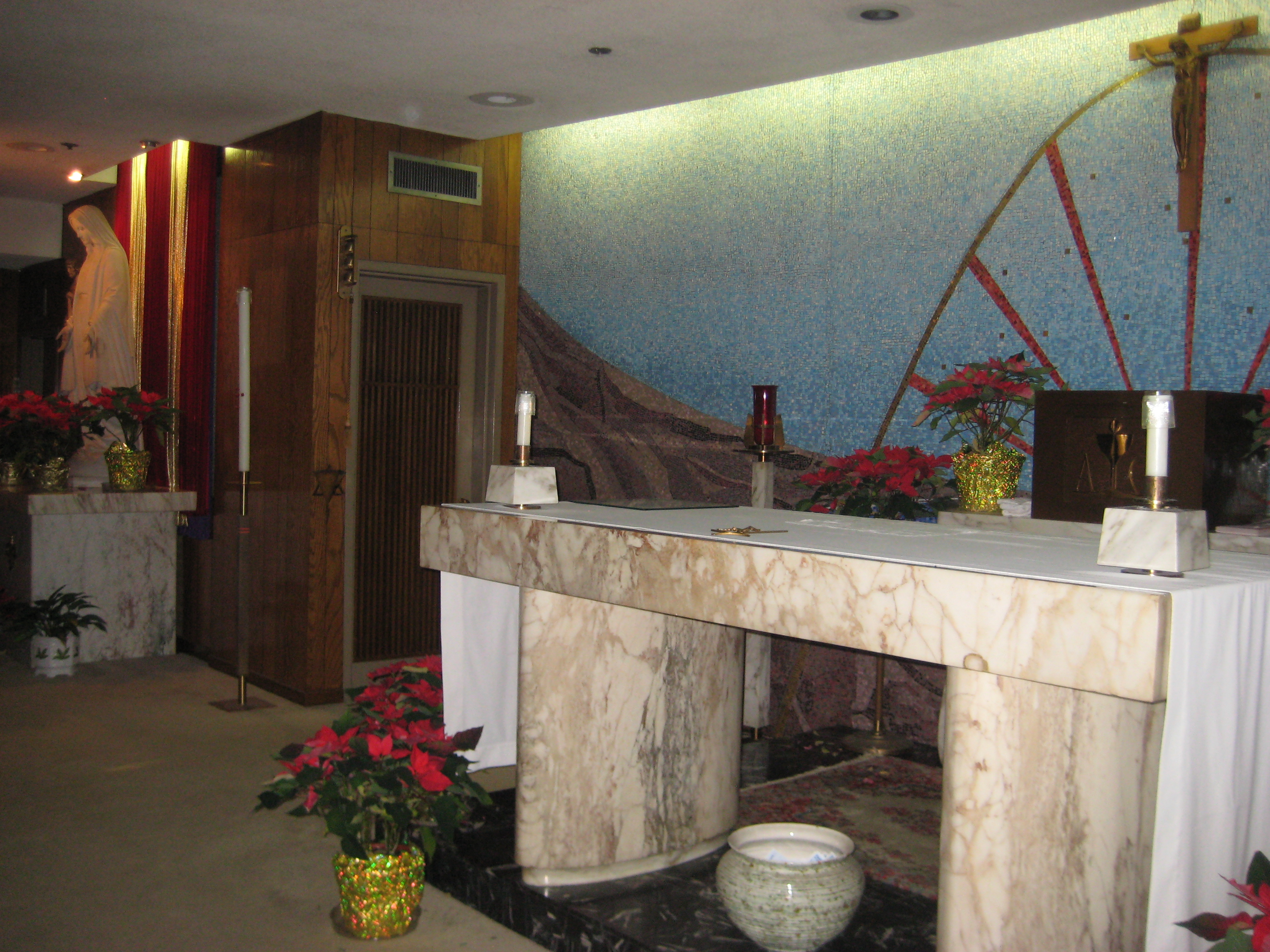
Operado por los padres maristas, el centro de Lourdes en Kenmore Square (Boston, Massachusetts) fue establecido en 1950 por el cardenal Richard J. Cushing y el obispo Pierre-Marie Theas para distribuir agua de Lourdes en los Estados Unidos.

El agua de Lourdes fluye de un manantial en la parte trasera de Grotto en el mismo lugar donde fue descubierta por Bernadette. Como máximo, el agua fluye a 40 litros por minuto. El agua se recoge en una cisterna y se dispensa a través de un sistema de grifos cerca del santuario, donde los peregrinos pueden beberla o recogerla en botellas u otros recipientes para llevar consigo. El resorte original se puede ver dentro de la Gruta, iluminado desde abajo y protegido por una pantalla de vidrio.
En los últimos años el sistema de grifería se ha ido modificando progresivamente. A partir de 2008, el agua se dispensa de una serie de grifos incrustados en piedra en un círculo alrededor de la base de una de las torres más pequeñas de la Basílica Superior.
En 2002 se introdujo el Paseo del Agua, a través del Gave y ligeramente aguas abajo de la Gruta. Consiste en una serie de nueve estaciones en las que hay una pequeña fuente de agua de Lourdes. Las estaciones forman una pasarela a lo largo del Gave que se puede seguir en cualquier dirección. Mientras caminan, se invita a los peregrinos a lavarse o beber y a meditar en pasajes de la Biblia . Cada estación lleva un título de la Virgen María, como "Reina de los Apóstoles", " Madre del Buen Consejo " y " Nuestra Señora de la Luz ".
Tradicionalmente, los peregrinos recogen galones de agua en los grifos para dárselos a familiares y amigos que no pueden hacer el viaje a Lourdes. A partir del verano de 2007, a los pasajeros de Mistral Air en peregrinación a Lourdes se les prohibió llevar contenedores de agua en el avión. Los funcionarios del aeropuerto de Tarbes dijeron que esto estaba en consonancia con las nuevas regulaciones antiterroristas sobre líquidos tras el plan de aviones transatlánticos de 2006.

## Atribuciones médicas
Muchos creyentes mencionan 
que el agua de Lourdes les ayuda a mejorar su salud, pero existe el riesgo de que las personas enfermas dejen de tomar tratamientos basados en la ciencia si tienen demasiada confianza en los placebos. La misma santa Bernadette dijo que las personas se curaban con la fe y las oraciones.
Las autoridades eclesiásticas han reconocido ciertos casos de curaciones de peregrinos, considerados inexplicables por la Oficina de constataciones médicas del santuario, como curaciones milagrosas. 